# The Good Lord Bird
The Good Lord Bird ist eine amerikanische Fernsehserie von Ethan Hawke und Mark Richard, die auf dem im Original gleichnamigen biografischen Roman Das verrückte Tagebuch des Henry Shackleford von James McBride über den Abolitionisten John Brown basiert, der von Hawke gespielt wird.
Die siebenteilige Miniserie erschien in den Vereinigten Staaten ab dem 4. Oktober 2020 auf Showtime und in Deutschland ab dem 6. November 2020 bei Sky Atlantic.

## Handlung
„All of this is true. Most of it happened.“

„All dies ist wahr. Und das meiste davon ist geschehen.“

John Brown war ein realer Abolitionist, der im Bleeding Kansas der 1850er Jahre mit seinen Söhnen und weiteren Männern umherreisend mit religiösem Fanatismus und Gewalt die Sklaverei bekämpfte. 1859 leitete er einen Überfall auf die Waffenfabrik in Harpers Ferry, nach dessen Scheitern er festgenommen und hingerichtet wurde. Browns Geschichte wird erzählt aus der Sicht des fiktiven befreiten Jungen Henry Shackleford, der in Browns Gruppe aufgenommen wurde und den alten Mann als wahnsinnig ansieht. Von Brown für ein Mädchen gehalten trägt Henry Kleider und wird Henrietta oder als Spitzname „Zwiebel“ genannt.
Der Titel Good Lord Bird meint den Elfenbeinspecht (in der deutschen Fassung Großer Gottesvogel) und bezieht sich darauf, dass Zwiebel in der ersten Episode eine Feder dieses Vogels geschenkt bekommt.

## Episodenliste
| Nr. | Deutscher Titel    | Originaltitel    | Erstausstrahlung USA | Deutschsprachige Erstausstrahlung (D) | Regie             | Drehbuch                         | Zuschauer in Mil. (USA) |
| --- | ------------------ | ---------------- | -------------------- | ------------------------------------- | ----------------- | -------------------------------- | ----------------------- |
| 1 | Im Namen des Herrn | Meet the Lord    | 4. Okt. 2020         | 6. Nov. 2020                          | Albert Hughes     | Mark Richard & Ethan Hawke       | 0,251                   |
| Nach der Befreiung von Dutch Henrys Sklaven nimmt John Brown Henry Shackleford, dessen Vater dabei umgekommen ist, als Mädchen „Zwiebel“ in seiner Gruppe auf. Als zwei seiner Söhne gefangen genommen wurden, holt er sie durch die Schlacht von Black Jack zurück. Bei Osawatomie wird sein Sohn Frederick erschossen und John Brown reitet davon. |                    |                  |                      |                                       |                   |                                  |                         |
| 2 | Ein gottloser Plan | A Wicked Plot    | 11. Okt. 2020        | 6. Nov. 2020                          | Kevin Hooks       | Erika L. Johnson & Mark Richard  | 0,254                   |
| Zwiebel und der Schwarze Bob verlassen die Gruppe. Von dem Weißen Chase aufgegabelt werden sie an das Freudenhaus von Mrs. Abbie verkauft, wo Zwiebel in den Plan eines Sklavenaufstands gerät. Nachdem die Anführerin gehängt wird, stürmt Browns Gruppe den Ort und rettet Zwiebel. |                    |                  |                      |                                       |                   |                                  |                         |
| 3 | Mister Fred        | Mister Fred      | 18. Okt. 2020        | 13. Nov. 2020                         | Darnell Martin    | Erika L. Johnson & Jeff Augustin | 0,182                   |
| Brown, dem Gott einen Plan eingeflüstert haben soll, und Zwiebel reisen nach Rochester (New York) und treffen dort den Abolitionisten Frederick Douglass, um nach Finanzierung und Unterstützung im blutigen Kampf gegen die Sklaverei zu erbitten, aber Douglass ist nicht einverstanden mit Browns Plan. |                    |                  |                      |                                       |                   |                                  |                         |
| 4 | Es riecht nach Bär | Smells Like Bear | 25. Okt. 2020        | 13. Nov. 2020                         | Kevin Hooks       | Mark Richard & Kristen SaBerre   | 0,235                   |
| Brown und Zwiebel reisen nach Chatham in Kanada, wo Brown eine Rede vor Schwarzen hält, um sie für seinen Kampf zu rekrutieren. Sie sind zwar von seinen Ansichten begeistert, aber melden sich dennoch nicht freiwillig, bis Harriet Tubman dazukommt und ihn unterstützt. Sie schärft ihm ein, dass er auf keinen Fall vom Datum abweichen darf. |                    |                  |                      |                                       |                   |                                  |                         |
| 5 | Ruft die Bienen!   | Hiving the Bees  | 1. Nov. 2020         | 20. Nov. 2020                         | Haifaa Al-Mansour | Mark Richard & Lauren Signorino  | 0,206                   |
| Zwiebel und John Cook beziehen eine Unterkunft in Harpers Ferry, um den Überfall vorzubereiten. Zwiebel spricht mit den Schwarzen in der Stadt und dem Eisenbahner, der ihm ein Passwort gibt. Brown bringt mit seiner Familie auch seine Tochter Annie mit, in die Zwiebel sich verliebt. Als die Nachbarin herausfindet, dass sie Abolitionisten sind und etwas planen, zieht Brown seinen Plan auf den nächsten Tag vor. Annie und Zwiebel sollen vorher weggebracht werden, aber Zwiebel kehrt zurück, um das Passwort weiterzugeben. |                    |                  |                      |                                       |                   |                                  |                         |
| 6 | Jesus geht hier    | Jesus Is Walkin’ | 8. Nov. 2020         | 20. Nov. 2020                         | Kate Woods        | Mark Richard & Erika L. Johnson  | 0,190                   |
| Zwiebel kommt zu spät mit dem Passwort, sodass der Eisenbahner der erste erschossene Schwarze in Harpers Ferry ist. Brown hat das Waffenlager besetzt und weiße Geiseln genommen, worauf es mit den Bürgern der Stadt, die das Lager umringen, zur Schießerei kommt, bei der Browns Seite Verluste an Schwarzen und Weißen erleidet. Zwiebel, Bob und Cook holen die versammelten Schwarzen (Bienen genannt) vom Hause Lewis Washington, einem Nachfahren George Washingtons, der ebenfalls zur Geisel wird. Als Bundessoldaten anrücken, soll der Austausch von Geiseln für die Freiheit Schwarzer beginnen, doch werden dabei zwei Söhne Browns erschossen. |                    |                  |                      |                                       |                   |                                  |                         |
| 7 | Letzte Worte       | Last Words       | 15. Nov. 2020        | 27. Nov. 2020                         | Michael Nankin    | Mark Richard & Ethan Hawke       | 0,317                   |
| Als die Situation ausweglos ist und Verhandlungen nicht möglich sind, startet Brown an der Vorderseite ein Ablenkungsmanöver, damit Zwiebel – in Männerkleidung – und andere Schwarze an der Hinterseite fliehen können, doch werden sie dort von Soldaten aufgehalten. Einer bringt Zwiebel zu der Unterkunft von Bob und Owen Brown, die er als Haus seines Masters angibt. Owen bringt die beiden nach Norden zu einem Helfer der Underground Railroad, wo sie erfahren, dass Brown noch lebt und gefangen genommen wurde. Seine Briefe aus dem Gefängnis werden in der Zeitung veröffentlicht. Am Tag vor der Hinrichtung besucht Zwiebel ihn noch einmal in seiner Zelle; bei der Hinrichtung darf Zwiebel nur aus der Ferne zuschauen und reitet danach davon. |                    |                  |                      |                                       |                   |                                  |                         |

## Besetzung und Synchronisation
Die deutschsprachige Synchronisation entstand nach Dialogbüchern und unter der Dialogregie von Stephan Hoffman durch Cinephon.
| Rolle                       | Darsteller           | Synchronsprecher   | Folgen         |
| Hauptbesetzung              | Hauptbesetzung       | Hauptbesetzung     | Hauptbesetzung |
| --------------------------- | -------------------- | ------------------ | -------------- |
| John Brown                  | Ethan Hawke          | Frank Schaff       | 1–7            |
| Bob                         | Hubert Point-Du Jour | Armin Schlagwein   | 1–7            |
| Owen Brown                  | Beau Knapp           | Robert Glatzeder   | 1–7            |
| John Brown, Jr.             | Nick Eversman        | Oscar Räuker       | 1–7            |
| Salmon Brown                | Ellar Coltrane       | Simon Derksen      | 1–7            |
| Ottawa Jones                | Moses Brings Plenty  | Gunnar Helm        | 1–7            |
| Jason Brown                 | Jack Alcott          | Sebastian Fitzner  | 1–7            |
| Henry „Zwiebel“ Shackleford | Joshua Caleb Johnson | Carlos Fanselow    | 1–7            |
| Weitere                     |                      |                    |                |
| Captain Shore               | Michael Harding      | Hans Bayer         | 1              |
| Captain Henry Clay Pate     | Grainger Hines       | Felix Würgler      | 1              |
| J. E. B. Stuart             | Wyatt Russell        | Marco Wittorf      | 1, 3, 7        |
| Broadnax                    | McKinley Belcher III | Peter Sura         | 2–7            |
| Frederick Douglass          | Daveed Diggs         | Sascha Rotermund   | 3, 5, 7        |
| Anna Murray-Douglass        | Tamberla Perry       | Nana Spier         | 3              |
| Ottilie Assing              | Lex King             | Anja Mentzendorff  | 3              |
| Emperor                     | Quentin Plair        | Fabian Oscar Wien  | 3, 5–7         |
| Hugh Forbes                 | Darren Goldstein     | Stephan Hoffmann   | 4              |
| Harriet Tubman              | Zainab Jah           | Katja Schmitz      | 4              |
| John Cook                   | Rafael Casal         | Thaddäus Meilinger | 4–6            |
| Lewis Leary                 | Ali Amin Carter      | Rainer Fritzsche   | 4–6            |
| Attucks Copeland            | Joel Ashur           | Peter Lontzek      | 4–6            |
| Dangerfield Newby           | Miles Mussenden      | Johann Fohl        | 4–6            |
| O. P. Anderson              | George Boaitey       | Michael Baral      | 4–6            |
| Annie Brown                 | Maya Hawke           | Patrizia Carlucci  | 5              |
| Kutscher Jim                | Victor Williams      | Douglas Welbat     | 5–7            |
| Eisenbahner                 | Orlando Jones        | Viktor Neumann     | 5–6            |
| Mayor Fontaine Beckham      | Michael Gaston       | Sven Brieger       | 6              |
| Lewis Washington            | Brooks Ashmanskas    | Christian Gaul     | 6–7            |

## Produktion und Ausstrahlung
Schauspieler Ethan Hawke listete bereits 2016 den Roman The Good Lord Bird von James McBride als eines seiner Lieblingsbücher. Im Juni 2018 wurde verkündet, dass er den Roman als Miniserie umsetzt. Hawke übernahm die Hauptrolle John Browns, schrieb mit Mark Richard am Drehbuch und war einer der Executive Producers unter anderem neben McBride, während Jason Blum das Projekt durch Blumhouse Television produzierte. Blum berichtete, dass Hawke an ihn eigentlich mit der Idee herangetreten war, aus dem Stoff einen Film zu machen, worauf Blum stattdessen Serienforamt vorschlug. Im März 2019 bestellte der Sender Showtime die Serie. Dreharbeiten fanden im September 2019 in der Gegend um Richmond in Virginia statt.
Albert Hughes gibt mit der Regie der ersten Episode sein Fernsehdebüt. In der zweiten zentralen Rolle des fiktiven ehemaligen Sklaven Henry Shackleford, der als Erzähler fungiert, wurde im Juni 2019 Joshua Caleb Johnson besetzt. In weiteren historischen Rollen wurden etwa Daveed Diggs als Abolitionist Frederick Douglass und Wyatt Russell als Offizier James Ewell Brown Stuart besetzt. Als Kinder John Browns sind unter anderem Ellar Coltrane, der bereits in Boyhood den Sohn von Hawkes Rolle verkörperte, und in einer Episode Hawkes tatsächliche Tochter Maya Hawke zu sehen.
Die Ausstrahlung war ursprünglich für den Februar 2020 geplant.
Mit einem ersten Trailer im Mai 2020 wurde zunächst der 9. August als Starttermin angekündigt, der im Juni aber auf den 4. Oktober verschoben wurde. Ihre Premiere in Deutschland hatte die Serie am 6. November 2020 auf Sky Atlantic.

## Rezeption
Bei Rotten Tomatoes erreicht die Serie eine Kritikerwertung von 98 % anhand 50 Kritiken.
Rebecca Nicholson vom Guardian, die vier von fünf Sternen vergibt, findet, Hawke zeige, was die beste Leistung seiner Karriere sein möge, und auch Newcomer Johnson sei ähnlich fantastisch. Die Serie sei zutiefst unterhaltsam, geistreich und lächerlich, eine ausgelassene Fahrt durch die Geschichte, die deren Absurdität begrüßt.
Tom Reimann von Collider vergibt die Note A und beschreibt die Serie als „teils Mark Twain und teils Historiendrama. Sie bezaubert wie sie bildet, indem sie durchschlagende Stöße an Triumph und Tragödie abliefert neben ruhigeren Momenten an Gnade und Menschlichkeit. Sie ist aber auch seltsam witzig, aufgebaut von einem großartigen Ensemblecast, der aus allen Rohren schießt. [...] The Good Lord Bird macht einen exzellenten Job damit, seine ernsten Themen mit einem luftigen Volksmärchenton auszugleichen. Jede Episode enthält tief-emotionale Momente und Takte, die einen laut lachen lassen. Niemals dreht sie in die Exploitation ab, eine häufige Fallgrube für Filme zur amerikanischen Sklaverei.“
In einer deutschsprachigen Rezension schreibt Gian-Philipp Andreas von fernsehserien.de, der 4,5 von 5 Sternen vergibt, Hawke liefere „ein phänomenales Porträt ab: zwischen sektierischem Wahn und humanistischer Wucht“ sowie „die überdrehteste Overacting-Performance seiner Karriere – ohne dass dies auch nur eine Sekunde lang nerven würde. Es ist genau die richtige Darstellungsweise für diesen Mann, der sich mal in endlos vor sich hin schwafelnden Predigten verliert, mal mit dem Furor des glutäugigen „Nachfolgers Petri“ die Getreuen zum Kampf aufruft, mal aus der Ferne dabei beobachtet wird, wie er einem Kaninchen frömmelnde Reden hält – und zwischendurch immer wieder völlig ruhige, väterlich-gutmütige Gesten der Zuneigung und des unbedingten Humanismus einflicht, als ginge das alles bestens zusammen. Das Erstaunliche: Es passt zusammen! Und funktioniert hervorragend.“ Das Aufregendste der Serie sei der wilde, aber mühelose Stilmix, in dessen rasanten Wechsel der Tonlage die historisch verbürgte Widersprüchlichkeit John Browns eine ideale Entsprechung finde.
Bjarne Bock von Serienjunkies.de schreibt „Der Showtime-Siebenteiler beseitigt mit seiner ersten Episode sämtliche Sorgen, dass das Geschichtsdrama, das in Anbetracht der gegenwärtigen politischen Zerrissenheit der USA relevanter denn je erscheint, in die üblichen Fallen einer derart heiklen Adaption tappen könnte.“

## Auszeichnungen und Nominierungen
- Satellite Awards 2020[20]
  - Bestes Ensemble – Auszeichnung
  - Bester Darsteller in einer Miniserie, für Ethan Hawke – Auszeichnung
  - Bester Nebendarsteller in einer Miniserie, für Joshua Caleb Johnson – Nominierung
- Golden Globe Awards 2021: Bester Hauptdarsteller in einer Miniserie, für Ethan Hawke – Nominierung
- Critics’ Choice Television Awards 2021
  - Bester Nebendarsteller in einer Miniserie, für Daveed Diggs – Nominierung
  - Bester Nebendarsteller in einer Miniserie, für Joshua Caleb Johnson – Nominierung
- Writers Guild of America Awards 2021: Long Form Adapted – Nominierung
- Screen Actors Guild Awards 2021: Bester Darsteller in einer Miniserie, für Ethan Hawke – Nominierung
- Peabody Award 2021: Ehrenträger im Bereich Unterhaltung[21]
- Primetime Creative Arts Emmy Award 2021: Herausragendes Titeldesign – Auszeichnung
- Television Critics Association Awards 2021: 
  - Herausragende Leistung in Film, Miniseries oder Special – Nominierung
  - Individuelle Leistung in Drama, für Ethan Hawke – Nominierung
- Gotham Awards 2021:
  - Herausragende Darstellung in einer neuen Serie, für Ethan Hawke – Auszeichnung
  - Beste Serie Langformat – Nominierung